# José Luis Ballester
Pour les articles homonymes, voir Ballester.
José Luis Ballester est un skipper espagnol né le 17 août 1968 à Vinaròs.

## Carrière
José Luis Ballester obtient une médaille d'or olympique dans la catégorie des Tornado lors des Jeux olympiques d'été de 1996 à Atlanta en compagnie de son coéquipier Fernando León Boissier.